# 蘇燦
蘇燦，生卒年不詳，廣東南海人，一說為湖南人，清朝後期拳師，為「廣東十虎」之一。

## 生平
蘇燦精於拳棍，放蕩不羈，淡薄名利，是「廣東十虎」之一。曾與妹賣藝，流落廣東。又曾在廣州市三聖社設教館授徒。
相傳黃飛鴻向蘇燦學得醉拳。

## 武藝
- 醉拳（醉八仙[2]）
- 金碗鐵筷：相傳蘇乞兒行走江湖惹下不少仇家，需要時刻防範，由於尋常武器容易露眼，故以金屬碗筷作為武器。作戰時筷子主攻，鐵碗主防。套路需要八仙檯和椅子幫助起式。
- 殘拳[3]
- 棍棒[3]

## 文化創作

### 電影
- 《醉拳》，1978年電影。袁小田飾演蘇乞兒。
- 《廣東十虎》，1978年電影。韓國材飾演蘇乞兒。
- 《醉俠蘇乞兒》，1979年電影。袁小田飾演蘇花子。
- 《南北醉拳》，1979年電影。袁小田飾演蘇花子。
- 《廣東十虎與後五虎》，1979年電影。郭追飾演蘇乞兒。
- 《酒仙十八跌》，1979年電影。袁小田飾演蘇化子。
- 《武狀元蘇乞兒》，1992年電影。周星馳飾演蘇察哈爾燦。
  - 片中蘇乞兒全名「蘇察哈爾燦」，出身滿洲門閥，是電影監製蕭若元所創作。[4]
- 《蘇乞兒》，1993年電影。甄子丹飾演蘇乞兒。
- 《蘇乞兒》，2010年電影。趙文卓飾演蘇乞兒。
- 《醉俠蘇乞兒》，2016年電影，曹駿飾演蘇燦。
- 《广东十虎苏灿之龙战于野》，2017年电影。刘峰超饰演苏灿。

### 電視劇
- 《蘇乞兒》，1982年無綫電視劇。周潤發飾演蘇燦。
- 《英雄之廣東十虎》，1999年電視劇。林志豪飾演蘇燦。
- 《醉拳蘇乞兒》，2000年電視劇。黃日華飾演蘇燦。
- 《武狀元蘇燦》，2001年電視劇。謝君豪飾演蘇燦。
- 《功夫狀元》，2005年電視劇。浦葉棟飾演蘇燦。

歌仔戲
- 《蘇乞兒》，2016年高雄春天藝術節—秀琴歌劇團演出。張心怡飾演蘇燦